# Garciaz (kommun i Spanien)
Garciaz är en kommun i Spanien.   Den ligger i provinsen Provincia de Cáceres och regionen Extremadura, i den centrala delen av landet, 200 km sydväst om huvudstaden Madrid. Antalet invånare är 817.